# 2823 van der Laan
A 2823 van der Laan (ideiglenes jelöléssel 2010 P-L) a Naprendszer kisbolygóövében található aszteroida. Cornelis Johannes van Houten,  Ingrid van Houten-Groeneveld,  Tom Gehrels fedezte fel 1960. szeptember 24-én.